# 昌谷彰

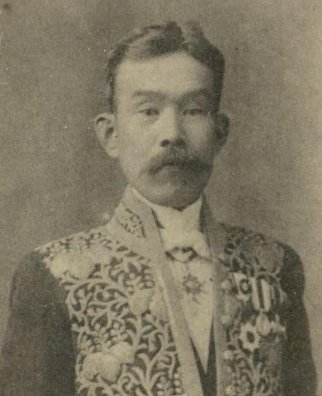
昌谷彰

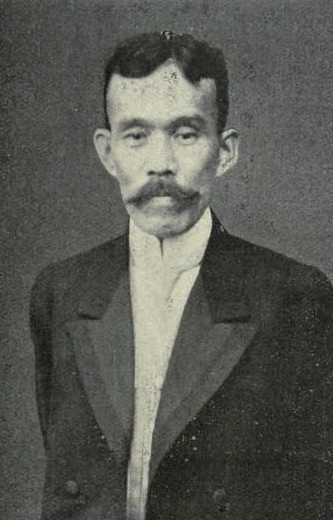
昌谷彰

昌谷 彰（さかや あきら、1870年 2月13日（明治3年1月13日） - 1946年（昭和21年）10月）は、日本の内務官僚。官選県知事、樺太庁長官。

## 経歴
美作国津山城下（現岡山県津山市）出身。津山藩士・昌谷千里（端一郎）の長男として生まれる。東京英語学校、第一高等中学校を経て、1896年、帝国大学法科大学を卒業。同年7月、内務省に入省し土木局属となる。同年12月、文官高等試験行政科試験に合格した。
1897年4月、宮崎県参事官・内務部第三課長兼第二課長に就任。以後、三重県参事官、神奈川県参事官・第四課長兼官房外出係、滋賀県書記官、福井県事務官・第一部長兼第二部長、静岡県事務官・第一部長兼第三部長、同内務部長、京都府事務官・内務部長などを経て、1910年7月、東京府事務官・内務部長に就任。
1911年7月、大分県知事に就任。県庁内事務の刷新に尽力。1913年6月、知事を休職となる。1914年6月、埼玉県知事に就任。治水事業の実施、産業振興などに尽力。1916年10月、樺太庁長官に転じ1919年4月まで在任。1924年6月、同長官に再任され、1926年8月5日に依願免本官となり退官した。

## 栄典
- 1916年（大正5年）11月20日 - 従四位[10]

## 親族
- 祖父 昌谷精渓 津山藩儒官
- 父 昌谷千里 津山藩士。明治司法官、大審院判事
- 妻 昌谷幸（高松凌雲の六女）[1]
- 弟 昌谷三雄 海軍軍人(造船少将)[11]
- 妹 楠本三重（楠本長三郎の妻）[1]
- 甥 昌谷忠 ダイセル会長。妻は七代松本幸四郎の娘弘子[注 1]。
- 甥の子 昌谷春海 アジア学生文化協会顧問、茅誠司東京大学総長秘書、大河内一男同秘書。
- 甥 昌谷孝 農林官僚。日本飼料協会理事長、全国牛乳普及協会会長。